# Pseudonapomyza spinosa
Pseudonapomyza spinosa este o specie de muște din genul Pseudonapomyza, familia Agromyzidae, descrisă de Spencer în anul 1973. Conform Catalogue of Life specia Pseudonapomyza spinosa nu are subspecii cunoscute.